# Rigobert Song
Rigobert Song   (Nkenglicock, 1 de juliol de 1976) és un exfutbolista camerunès de la dècada de 2000, i posteriorment entrenador de futbol. És l'oncle d'Alex Song.
Fou internacional amb la selecció de futbol del Camerun amb la qual participà quatre Mundials, els anys 1994, 1998, 2002 i 2010.
Pel que fa a clubs, destacà a FC Metz, Liverpool FC, West Ham United FC, RC Lens i Galatasaray.

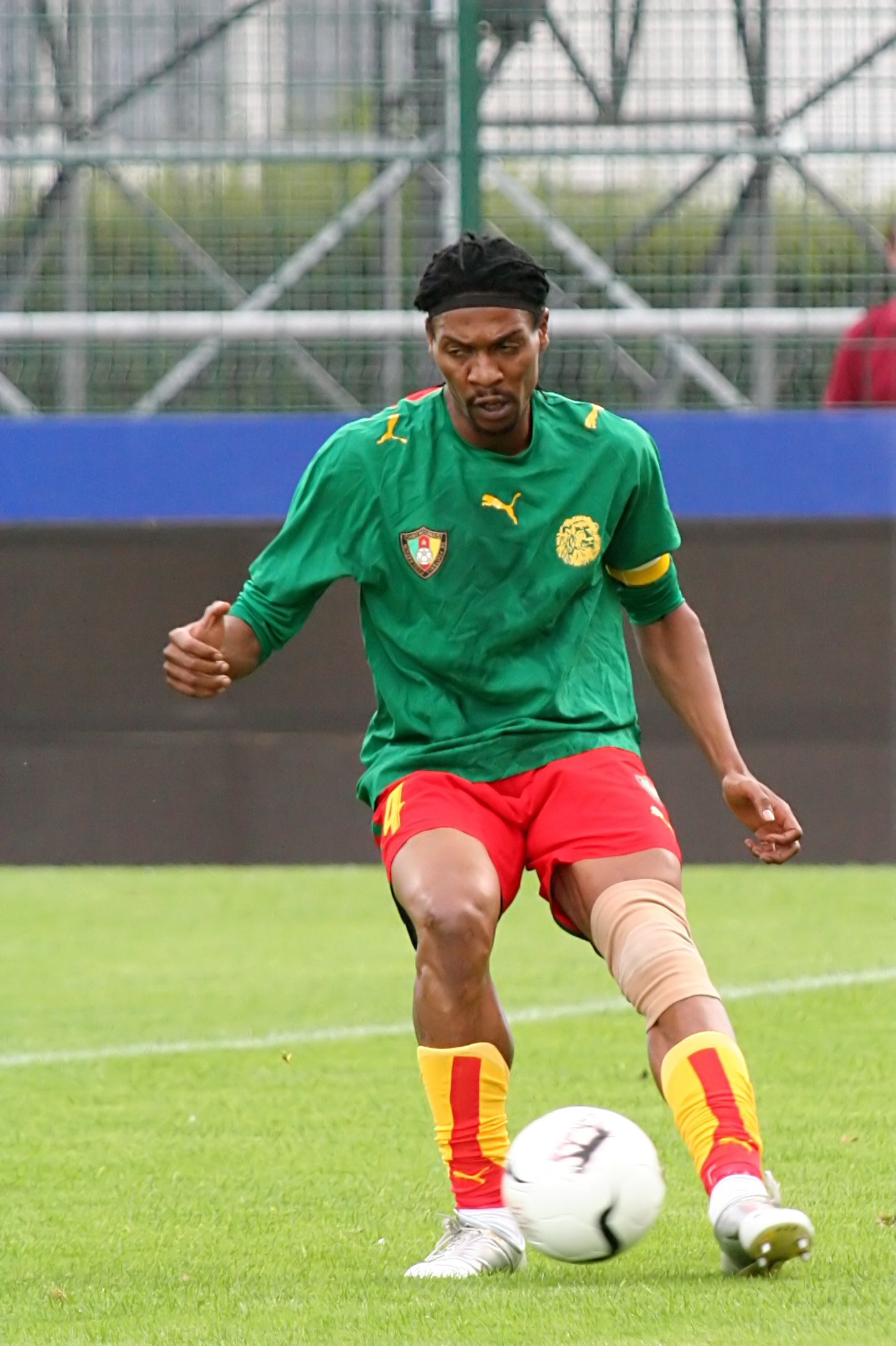
Song amb Camerun el 2006.